# CS Știința Bacău (1965)
Știința Bacău a fost o echipă românească de fotbal din orașul Bacău, fondată în 1965 și desființată în 1975. A funcționat ca secție de fotbal a clubului polisportiv CS Știința Bacău, care includea și secții de atletism, handbal (feminin și masculin), precum și volei (feminin și masculin).
Deși a avut o existență scurtă, de doar zece ani, Știința Bacău a cunoscut o ascensiune rapidă, reușind să promoveze din campionatul orașului până în eșalonul secund al fotbalului românesc, lăsând în urmă o serie de amintiri și performanțe notabile.

## Istoric
Echipa de fotbal Institutul Pedagogic Bacău a fost fondată în august 1965 de tânărul antrenor Corneliu Costinescu.
Începând de la campionatul orășenesc, reprezentantul studenților băcăuani a ocupat locul 1 la finalul sezonului 1965–66, avansând în Bacău Regional Championship.
Elevii repetă performanța din primul an, ocupând locul 1 în sezonul 1966–67 al Campionatului Regional Bacău și se califică la play-off de promovare în divizia a treia, pierzând cu SUT Galați (1–2 la Galați și 1–1 la Bacău).
Știința a câștigat sezonul doi în Campionatul Regional terminând pe locul 1 și a reușit să promoveze direct, deoarece play-off-ul de promovare nu a avut loc, din cauza extinderii [[Diviziei C] ].

În sezonul 1968–69, Știința a câștigat Seria I a Diviziei C, cu două puncte în fața vicecampionilor Foresta Fălticeni și termină pe locul 2 în Divizia 1968–69. C#Promotion play-off|play-off de promovare]], desfășurat la București, promovând în divizia a doua. Echipa care a participat la meciurile din baraj au fost: Enăchiuc, Tacalete - portari, Boiangiu, Constantin, Cornel Ciocoiu, Corobană, Tascu - fundași, Rotaru, Lucrețiu Avram, Ilarion, Mărgășoiu - mijlocași, Mihalache, Pelea, Buterez, [ [Ioan Sdrobiș|Sdrobiș]], Popescu, Popovici, Bălan - atacanți.
În 1975, Știința Bacău și CAROM Onești au fuzionat, prima fiind absorbită de cea de-a doua. După fuziune, CAROM a fost mutat în Borzești, un sat (acum parte din Onești) și redenumit ca CSM Borzești.

### FC Știința Bacău
După ce Lotus Băile Felix a obținut promovarea din Liga a III-a în Liga a II-a, dar apoi și-a anunțat retragerea din cauza motivelor financiare, un grup de oameni de afaceri din Bacău au decis să formeze o nouă echipă pentru a ocupa locul vacant. Astfel, în 2008 a fost format clubul Știința Bacău, care a început să joace în cea de-a doua divizie.
În funcția de președinte al clubului a fost numit Cristian Ciocoiu, un fost fotbalist care a jucat pentru echipa locală FCM Bacău și la Steaua București. Echipa dispunea de un stadion de 25.000 de locuri, Stadionul Municipal, dotat cu o instalație de iluminare nocturnă. Primul meci oficial al echipei a fost împotriva celor de la Ceahlăul Piatra Neamț, meci care s-a terminat cu o înfrângere, scor 0-3. Echipa a fost desființată în 2009 din cauza problemelor financiare. 
În februarie 2009 omul de afaceri Giani Nedelcu, împreună cu managerul general al echipei, Mircea Crainiciuc au reînființat clubul Luceafărul Lotus Băile Felix care a preluat locul Științei în campionat.

## Palmares
Divizia B
- Locul 3: 1973–74

Divizia C
- Câștigători (1): 1968–69

Liga a IV-a Bacău
- Câștigători (2): 1966–67, 1967–68